# 林安 (1963年)
林安（1963年10月—），黎族，中华人民共和国政治人物。第十三届全国政协常务委员。

## 生平
1963年10月，林安出生在广东省海南行政公署保亭县（今海南省保亭黎族苗族自治县）。1986年11月加入中国共产党。
2014年08月，林安出任中共昌江黎族自治县委委员、常委、副书记，县人民政府县长。2017年12月，林安兼任海南省政协民族和宗教委员会主任、机关党组成员。2018年6月，林安出任海南省政协民族和宗教委员会主任、机关党组成员。

### 落马
2024年5月27日，林安涉嫌严重违纪违法，主动投案，接受海南省纪委监委纪律审查和监察调查。